# Sveriges Akademikers Centralorganisation
Die Zentralorganisation Schwedischer Akademiker (schwedisch: Sveriges Akademikers Centralorganisation, SACO) ist die Dachorganisation für die Akademikergewerkschaften in Schweden. Ihr gehören 26 Einzelgewerkschaften an. Die SACO vertritt die Interessen der Akademiker in Schweden, während Arbeiter im Dachverband LO und Angestellte im Dachverband TCO organisiert sind.
SACO ist Mitglied des  Internationalen Gewerkschaftsbundes (IGB) und des  Europäischen Gewerkschaftsbundes (EGB). In der Mitgliederliste des IGB wird die Mitgliedschaft mit 662.865 angegeben (Stand: November 2017).

## Geschichte
Die erste Akademikergewerkschaft wurde 1943 von jüngeren Akademikern gebildet. 1947 entstand daraus der Dachverband SACO, dem sich 1975 der Reichsverband der Staatsangestellten anschloss. Die Mitgliedszahl wuchs in den letzten Jahrzehnten stark an und betrug am 1. Januar 2005 ungefähr 569.000.

## Mitgliedsgewerkschaften
- Agrifack
- Akademikerförbundet (SSR)
- Civilekonomerna
- DIK
- Förbundet Sveriges Arbetsterapeuter (FSA)
- Jusek
- Kyrkans Akademikerförbund
- Legitimerade Sjukgymnasters Riksförbund (LSR)
- Läkarförbundet
- Lärarnas Riksförbund (LR)
- Naturvetareförbundet
- Officersförbundet
- SACO-förbundet Trafik och Järnväg (TJ)
- SACO:s Tjänstemannaförbund (SRAT)
- Skogsakademikerna
- Sveriges Arkitekter
- Sveriges Farmacevtförbund (SFF)
- Sveriges Fartygsbefälsförening (SFBF)
- Sveriges Ingenjörer (2007 fusionierten Civilingenjörsförbundet (CF) und Ingenjörsförbundet zu Sveriges Ingenjörer)
- Sveriges Psykologförbund
- Sveriges Reservofficersförbund (SROF)
- Sveriges Skolledarförbund
- Sveriges Tandläkarförbund (STF)
- Sveriges Universitetslärarförbund (SULF)
- Sveriges Veterinärförbund (SVF)

## Organisation
Die Organe des TCO sind:
- der Kongress, das höchste beschlussfassende Organ.
- der Vorstand

Die Zentrale befindet sich in Stockholm.